# 1991 TE1
1991 TE1 är en asteroid i huvudbältet som upptäcktes den 12 oktober 1991 av den australiensiske astronomen Robert H. McNaught vid Siding Spring-observatoriet.
Asteroiden har en diameter på ungefär 5 kilometer och den tillhör asteroidgruppen Eunomia.